# Chen Fake
Chen Fake, 陈发科 / 陳發科 , Chén Fākē, (1887 — 1957), membro de 17° geração da família Chen, bisneto de Chen Chang Xing, é considerado um dos mais importantes expoentes do Tai Chi Chuan estilo Chen do século xx. Chen, Xiao Wang, Chen Family Taijiquan, China, ISBN 978-7-5009-3413-4
Aos 17 anos já era reconhecido como professor e provou sua mestria aos 27, enfrentando uma gang de bandidos que agiam em wenxian, junto com seu sobrinho Chen Zhao Pei, 5 anos mais jovem, dominando-os e entregando-os as autoridades.
Chen Fake foi o criador da XIN JIA, ou nova forma. Pela necessidade de caracterizar o estilo Chen perante os outros estilos, yang, wu e wuhao, já populares em Beijing, que punham a tonica no movimento lento e suave, Chen FaKe acrescenta a Lao Jia, antiga forma mais chan si jings, técnicas espirais, mais fajings, técnicas de emissões explosivas assim como mais algumas posturas. 
Chen Fake ensinou em Beijing de 1928 até sua morte em 1957, posicionando o tai chi Chen em alta estima no meio das artes marciais.
Entre seus alunos, seus filhos Chen Zhao Xu; Chen Zhao Kuei, assim como Gu Liuxin, Wang Bo, Feng Zhiqiang.

## Literatura
- Chen, Mark, Old Frame Chen Family Taijiquan, Berkeley, CA, North Atlantic Books 2004, ISBN 1-55643-488-X
- Chen, Xiao Wang, Chen Family Taijiquan China, ISBN 978-7-5009-3413-4
- Dufresne,T. e Nguyen,J., Taijiquan Art Marcial Ancien de la Famille Chen, editions  budostore, ISBN 2-908580-56-X
- Gaffney, David  e Sim, Davidine Siawvoon , Chen Style Taijiquan - The source of taiji boxing, North Atlantic Books, ISBN 1-55643-377-8